# Benjamin Mukulungu
Pour les articles homonymes, voir Mukulungu (homonymie).
Benjamin Mukulungu est un homme politique du Congo-Kinshasa. Il a été ministre de la Fonction publique et actuellement député. Né à Buloba dans le Sud -Kivu en république démocratique du Congo en 1956.